# الوگلا، بخش متال
الوگلا، بخش متال (به لاتین: Alugolla, Matale District) یک منطقهٔ مسکونی در سری‌لانکا است که در استان مرکزی (سری‌لانکا) واقع شده‌است.